# Velvyslanectví České republiky ve Varšavě
Velvyslanectví České republiky ve Varšavě je nejvyšším diplomatickým zastoupením České republiky v Polsku. Nachází se na adrese ul. Koszykowa 18 ve Varšavě. Od roku 2023 vykonává funkci ambasadora Břetislav Dančák.

## Historie

### 1919–1939
Diplomatické vztahy byly navázány po znovuobnovení Polské republiky v roce 1919. Československé zastoupení ve Varšavě působilo nejprve jako stálá delegace, od roku 1919 jako vyslanectví se sídly v ul. Marszałkowska (1919),  posléze ul. Wielka 33 (později ul. Lwowska, 1919–1920), v již neexistujícím paláci v ul. Moniuszki 1a (1922–1925), ul. Zgody 10 (1925–1928), ul. Szopena 13 (nájemní dům hraběte Aleksandera Uwarówa, 1928), a konečně v ul. Koszykowa 18 (1930–1939). Dále čs. mise spravovala též objekty vily Bahrów z roku 1880 (arch. Stanisław Adamczewski) a prostory na adrese al. Róż 16 (1920–1939). Rezidence poslance se nacházela v budově zakoupené v roce 1921 na ul. Szopena 13. Obchodní a pasové kanceláře byly umístěny na ul. Złota 4 (1923 –1925, objekt později zanikl). Rovněž existovaly konzuláty v Gdyni, Katovicích, několik v Krakově, Poznani, tehdy polském Lvově a v letech 1920–1924 také pasový úřad v Těšíně.
Během polsko-bolševické války, kdy hrozila okupace Varšavy, byl vyslanecký štáb pravidelně evakuován (od začátku srpna 1920) do Poznaně.

Po německé okupaci Čech, Moravy a Slezska v roce 1939 sídlilo na krakovském konzulátu v pozdější ulici Westerplatte velitelství České a Slovenské legie.

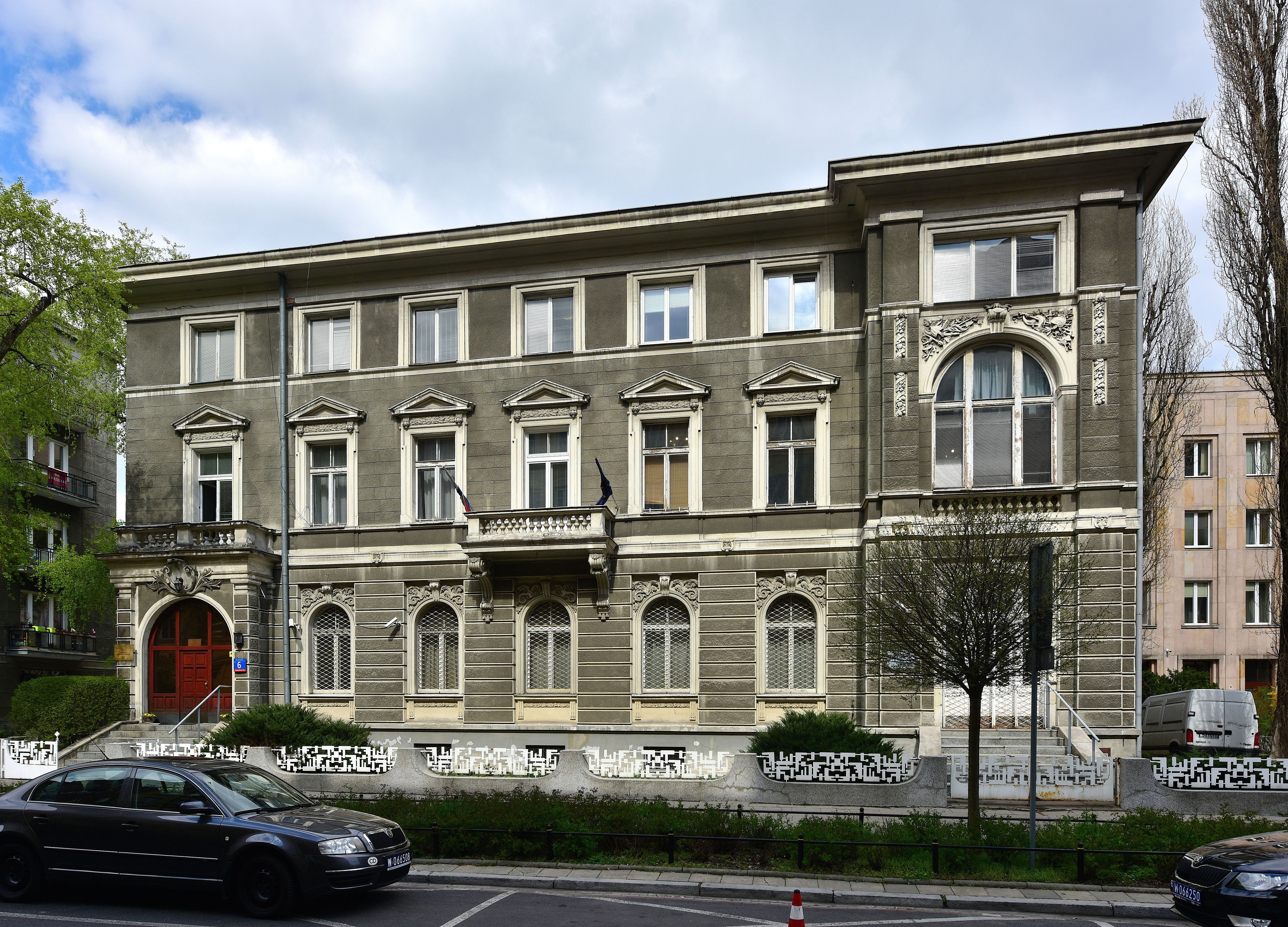
Palác knížete Vasyla Dolgorukova, do roku 1993 sídlo Obchodního oddělení Velvyslanectví Československa, nyní Velvyslanectví Slovenska (ul. Litewska 6)

### 1945–1993
Vztahy mezi oběma zeměmi byly obnoveny po skončení války v roce 1945. Zpočátku se vyslanectví nacházelo v budově hotelu Polonia v Aleje Jerozolimskie 45 (1945–1946). Roku 1947 bylo povýšeno na velvyslanectví. Diplomatická mise sídlila na stejném místě jako před vypuknutím války, na ul. Koszykowa 18, též v al. Róż 16, kde se od roku 1948 nacházela rezidence velvyslance. Na dalších samostatných adresách sídlily úsek podpory zahraničního obchodu a roku 1946 vzniklé Centrum československé kultury a informací ve Varšavě. Dále Československo udržovalo dva generální konzuláty, v Katovicích a Štětíně (1948–1992).
Do roku 1989 působila na velvyslanectví také Operační skupina StB, spolupracující s polským ministerstvem vnitra.

### Česká republika
Po rozdělení Československa roku 1993 začala budovu na ul. Koszykowa 18 využívat jakožto sídlo velvyslanectví česká diplomatická mise. Velvyslanecká rezidence pak zůstala na al. Róż 16, která tomuto účelu sloužila do roku 2003, od roku 2004 zde pak sídlí zdejší České centrum. Dále Česko v minulosti provozovalo generální konzuláty v Katovicích (1993–2008) a ve Vratislavi (2001–2005)  .

## Organizační rozdělení
- Politický úsek
- Konzulární úsek
- Ekonomicko - obchodní úsek
- Úsek podpory obchodu (CzechTrade)
- Hospodářsko-technický úsek
- Úřad přidělence obrany
- České centrum (de facto od roku 1946, al. Róż 16)
- Česká centrála cestovního ruchu – CzechTourism (od roku 2003, al. Róż 16)

## Galerie

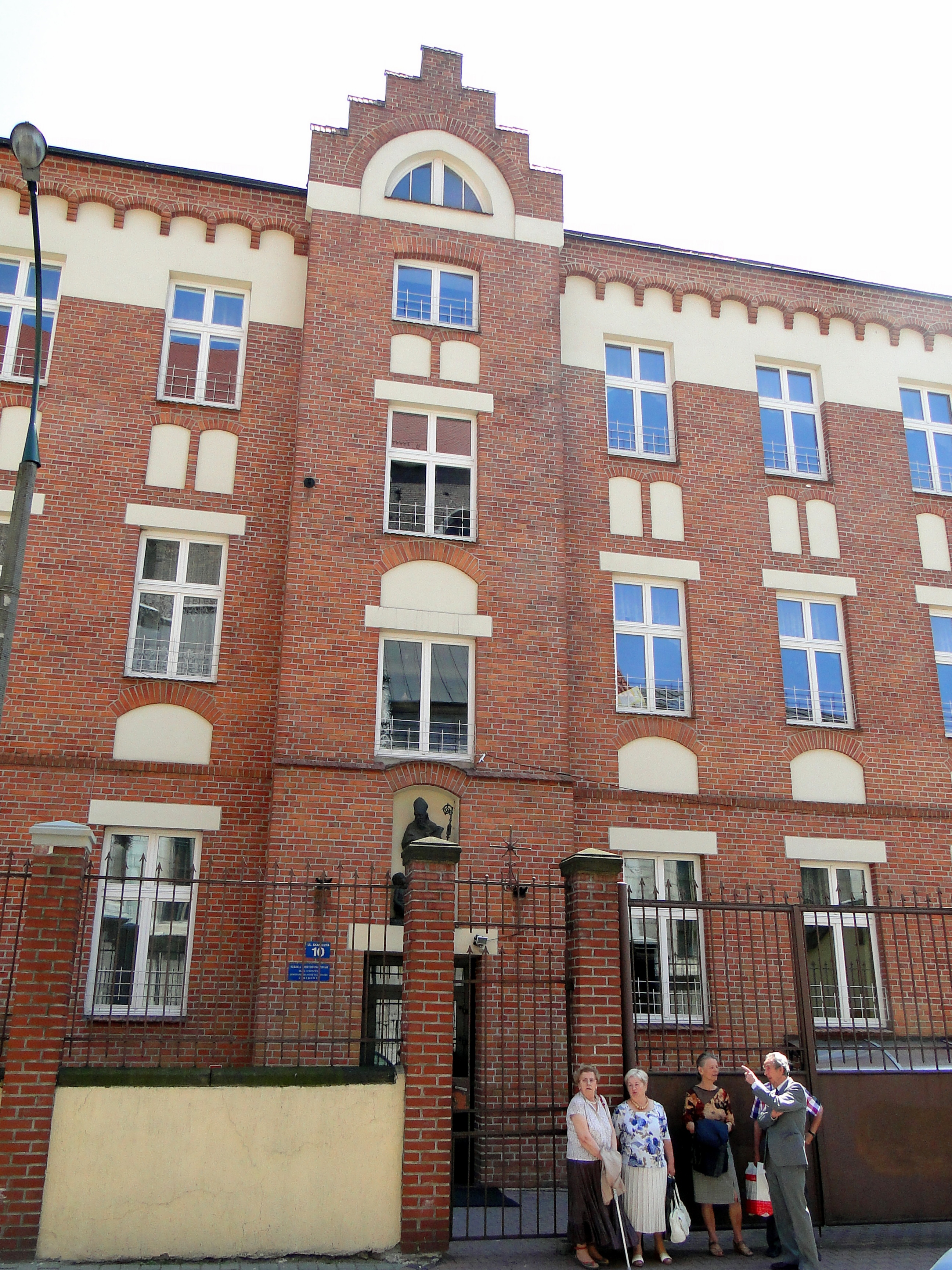
Bývalé sídlo československého konzulátu v Krakově na ul. Skałeczna 10 (1920)
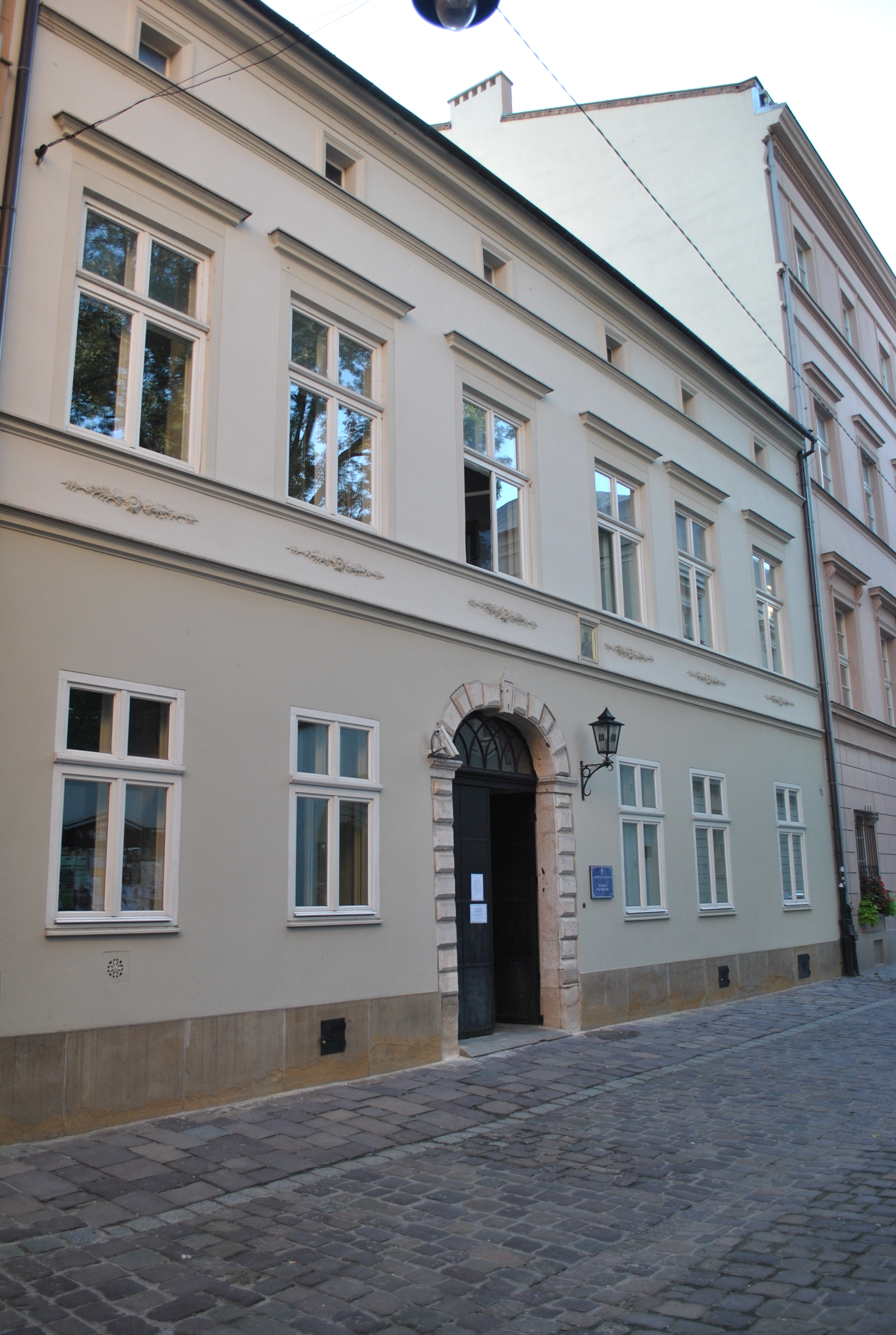
Bývalé sídlo československého konzulátu v Krakově na ul. Gołębia 18 (1925–1936)
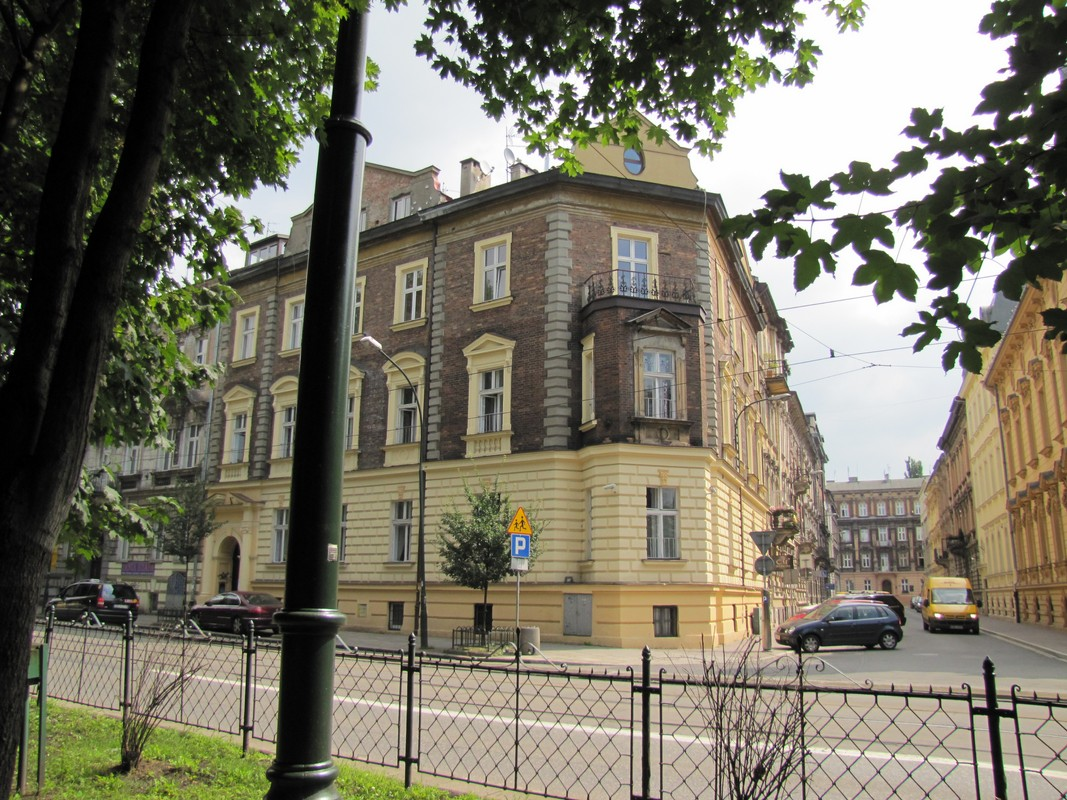
Bývalé sídlo československého konzulátu v Krakově na tehdejší ul. Potocki, pozdější ul. Westerplatte (1938–1939)
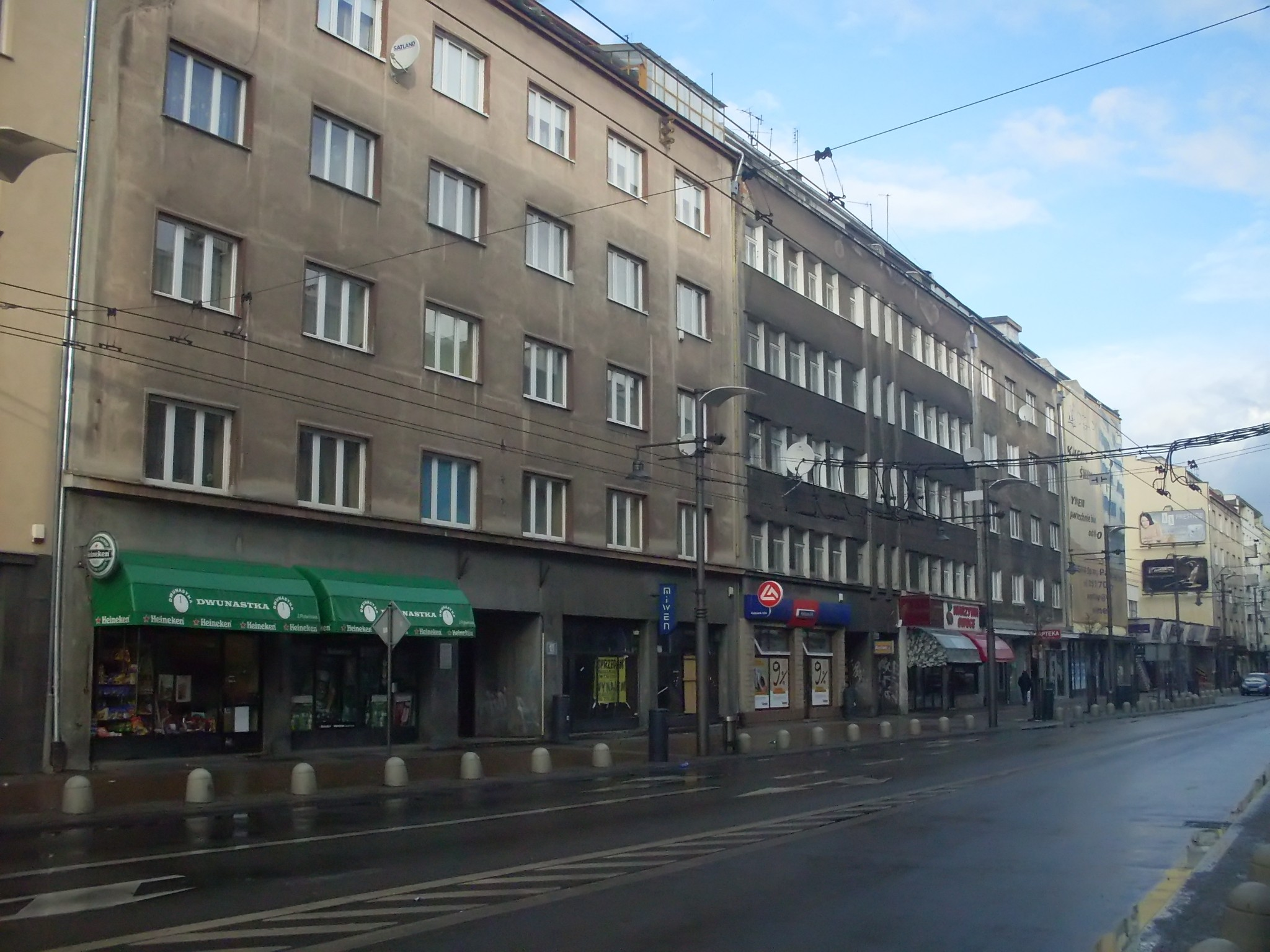
Bývalé sídlo československého konzulátu v Gdyni na ul. Świętojańska (1937–1939)
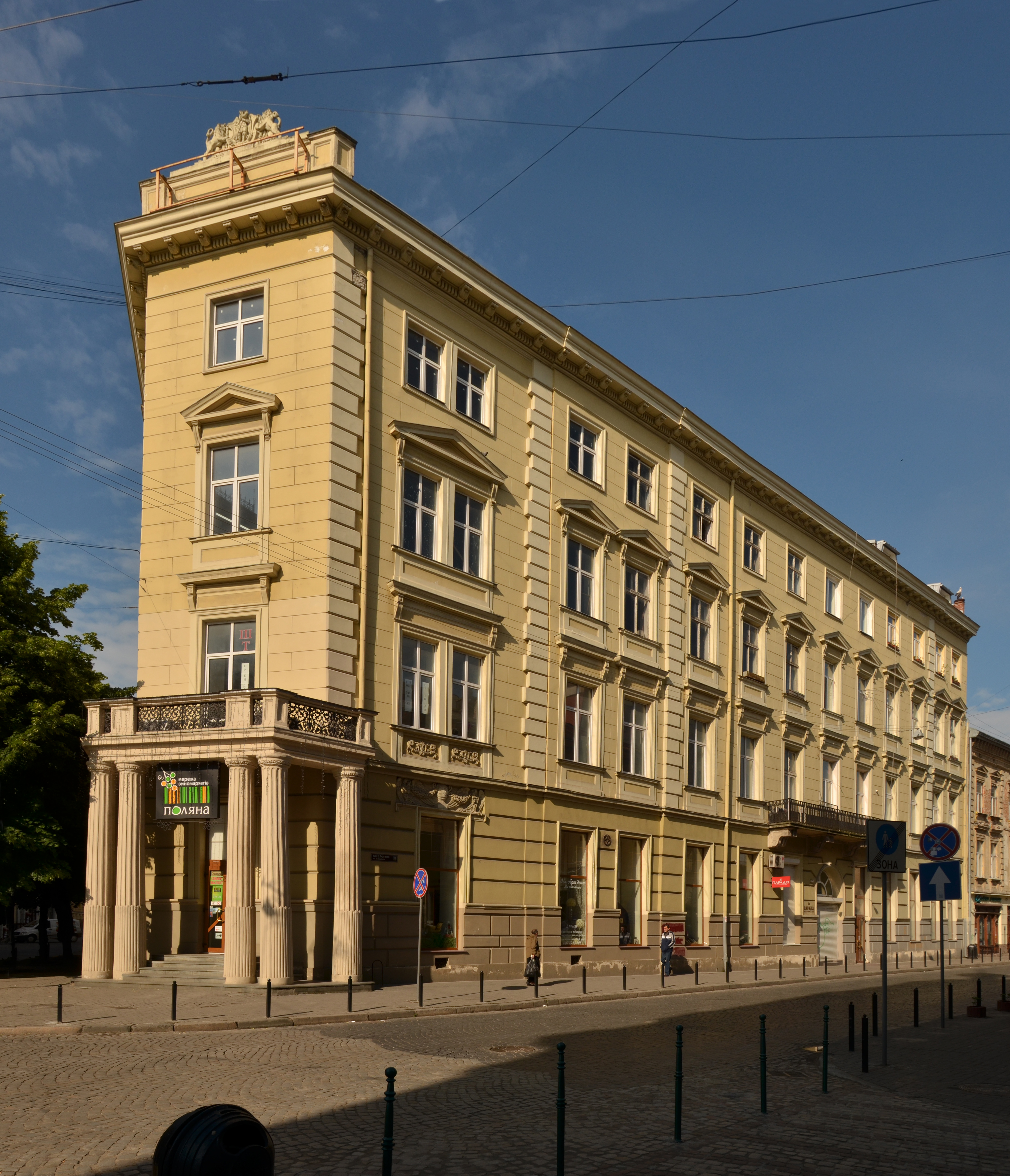
Bývalé sídlo československého konzulátu ve Lvově na tehdejší ul. 3. Maja 2, aktuální Січових Стрільців, Sichov Striltsiv (1928)
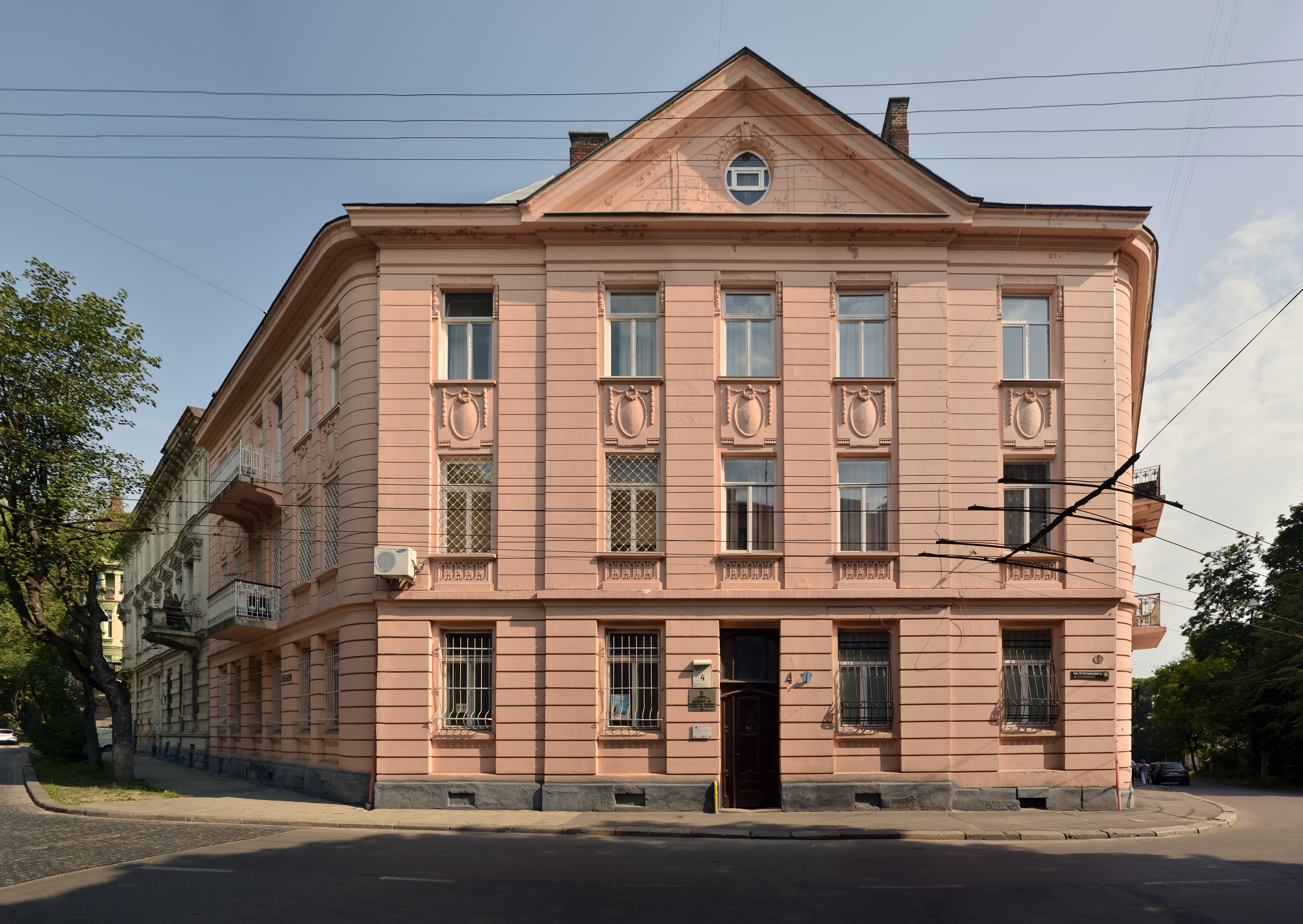
Bývalé sídlo československého konzulátu ve Lvově na tehdejší ul. Ujejskiego 4, aktuální poloha Ustyanovič Kornila, Ustyanovych (1932–1939)
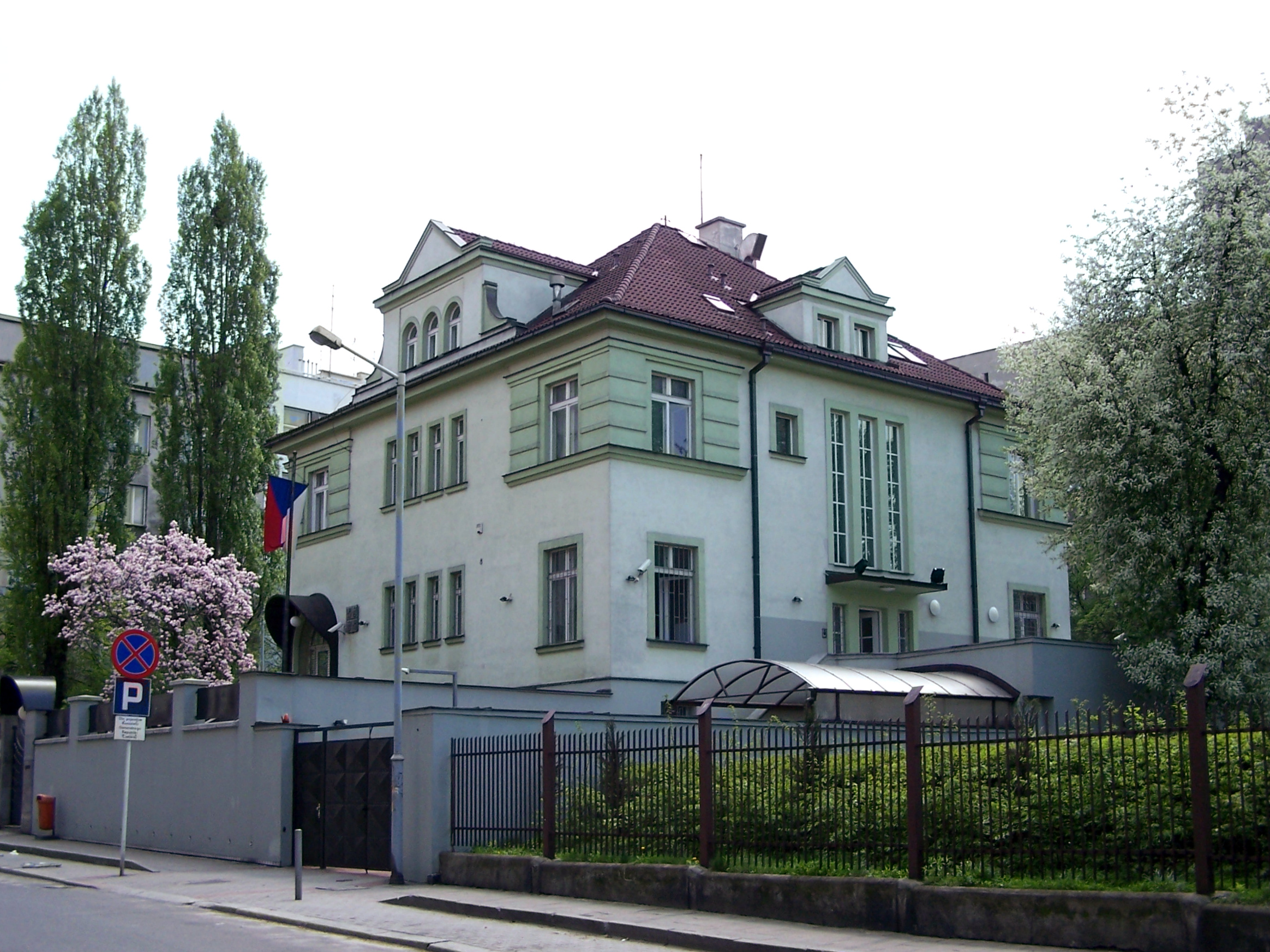
Bývalé sídlo Generálního konzulátu České republiky v Katovicích (do roku 2008)
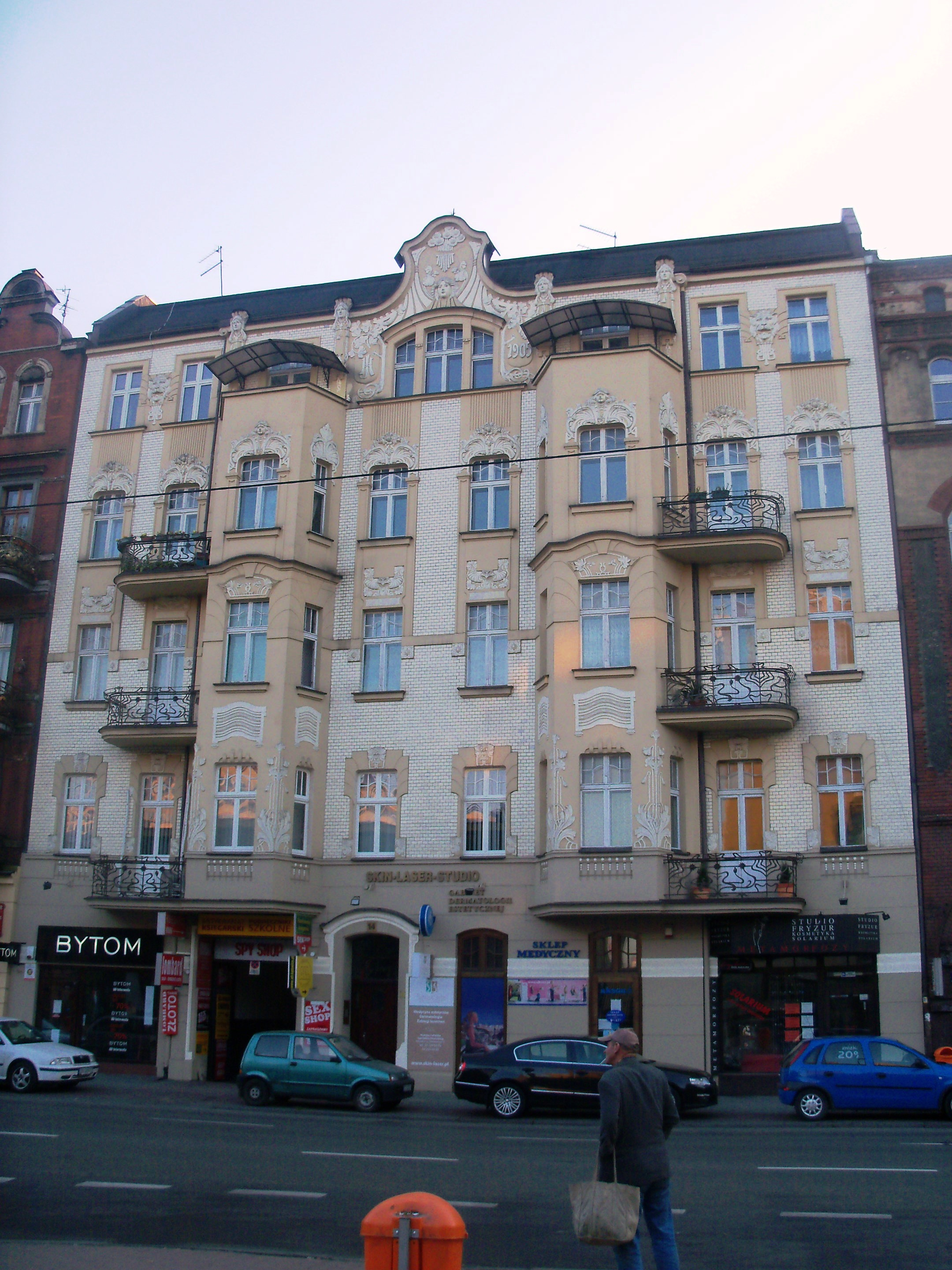
Bývalé sídlo československého konzulátu v Katovicích na ul. Mickiewicza 14 (1924–1937)